# Sybil (cantante)
Sybil Lynch, conocida simplemente como Sybil, es una cantante y compositora estadounidense de R&B y pop. Sybil obtuvo un éxito notable en su carrera con canciones desde mediados de la década de 1980 hasta mediados de la de 1990. Es prima de la excantante de En Vogue Maxine Jones.

## Carrera profesional
Sybil firmó con Next Plateau Records en los Estados Unidos, con un acuerdo de licencia con Champion Records para el Reino Unido. Su primera grabación es de 1986, cuando lanzó su primer sencillo, "Falling in Love". El disco alcanzó el top 30 en las listas de dance y así dio comienzo a una exitosa carrera para Sybil, lanzando su álbum debut Let Yourself Go un año después, que resultó un éxito menor. Sybil logró éxitos crossover en todo el mundo con versiones de los éxitos de Dionne Warwick como "Don't Make Me Over" y " Walk On By", lanzados en 1989 y 1990, respectivamente. El primero se convirtió en el mayor éxito de Sybil en Estados Unidos, alcanzando el puesto 20, logrando ser éxito número 1 en Nueva Zelanda. "Walk On By" sigue siendo, hasta la fecha, la posición más alta en las listas de éxitos de este clásico de Burt Bacharach y Hal David en el Reino Unido, alcanzando el puesto número 6, seguido de cerca por Gabrielle (número 7). El segundo álbum homónimo de Sybil se convirtió en su álbum más vendido en los Estados Unidos. La cantante firmó con PWL Records para que este álbum se publicara en el mercado del Reino Unido, donde se tituló Walk On By . Sybil estuvo vinculada contractualmente con PWL Records hasta 1998.
El tercer álbum de Sybil, Sybilization, fue lanzado en el otoño de 1990, pero pasó desapercibido. En enero de 1993, Sybil logró su éxito más destacado en las listas del Reino Unido, con una versión de "The Love I Lost" que alcanzó el puesto número 3, en tanto "When I'm Good and Ready" alcanzó el puesto número 5. Ese mismo año, Sybil lanzó dos álbumes diferentes: Doin 'It Now! en América del Norte y Good 'N' Ready en Europa. Aunque ambos discos comparten cuatro canciones, Doin 'It Now! tiene un sonido más R&B - soul, mientras que Good N' Ready mezcla el sonido soul con el europop gracias a la escritura del trío Stock Aitken & Waterman. En EE. UU., "The Love I Lost" se lanzó como una cara A doble, junto con el original coescrito por Sybil "You're The Love of My Life", como primer sencillo del álbum.
En 1997, Sybil rescindió su contrato con Next Plateau Records luego del álbum Greatest Hits, y más tarde ese mismo año, lanzó su último álbum hasta la fecha, Still a Thrill, que se lanzó solo en Europa y Japón. Posteriormente, Sybil ha mantenido un perfil bajo, aunque todavía realiza giras y presentaciones, lanzando nuevos sencillos de house/dance en el nuevo milenio, dirigidos al mercado de los clubes y discotecas. Sybil apareció en la versión británica de la serie de televisión Hit Me, Baby, One More Time en 2005 interpretando su éxito "When I'm Good and Ready". Posteriormente, comenzó a trabajar en educación, anteriormente había enseñado composición de letras y canciones y escritura creativa, para luego convertirse en directora de programas y entrenadora principal de logros en Guilford Technical Community College en Greensboro, Carolina del Norte.

## Discografía

### Álbumes de estudio de grabación
| 1987                                                                         | Let Yourself Go - Release date: 1987 - Label: Next Plateau               | —  | —  | —  | — | 92 |              |
| 1989                                                                         | Sybil - Release date: 20 de septiembre de 1989 - Label: Next Plateau     | 75 | 12 | 61 | 3 | 21 | - RMNZ: Gold |
| 1990                                                                         | Sybilization - Release date: 19 de octubre de 1990 - Label: Next Plateau | —  | 70 | —  | — | —  |              |
| 1993                                                                         | Doin' It Now! - Release date: 3 de marzo de 1993 - Label: Next Plateau   | —  | —  | —  | — | —  |              |
| 1993                                                                         | Good 'N' Ready - Release date: 14 de mayo de 1993 - Label: Next Plateau  | —  | —  | —  | — | 13 |              |
| 1997                                                                         | Still a Thrill - Release date: 8 de diciembre de 1997 - Label: Coalition | —  | —  | —  | — | —  |              |
| "—" denota una grabación que no se registró o no se lanzó en ese territorio. |                                                                          |    |    |    |   |    |              |

- Nota: el álbum fue lanzando como Sybil en América del Norte u Australasia y como Walk On By en el Reino Unido.

### Álbumes recopilatorios
- Greatest Hits (1997, Next Plateau)
- Sybil's Greatest Hits (2007)

### Álbumes remezclados
- Brighter Days: The Best Remix of Sybil (solo en Japón ) ( remix EP ) (1998, East West Records)

### Discos sencillos
| 1986                                                                         | "Falling in Love"                            | —  | 29 | 29 | —   | —  | —  | —  | —  | —  | 68 |              | Let Yourself Go |
| 1987                                                                         | "Let Yourself Go" ft. Debbie Pender          | —  | 46 | 23 | —   | —  | —  | —  | —  | —  | 32 |              | Let Yourself Go |
| 1987                                                                         | "My Love Is Guaranteed"                      | —  | 54 | 4  | —   | —  | —  | —  | —  | —  | 42 |              | Let Yourself Go |
| 1988                                                                         | "Can't Wait (On Tomorrow)"                   | —  | 90 | 49 | —   | —  | —  | —  | —  | —  | —  |              | Sybil           |
| 1989                                                                         | "Don't Make Me Over"                         | 20 | 2  | 4  | 144 | 58 | 40 | —  | 48 | 1  | 19 | - RIAA: Gold | Sybil           |
| 1989                                                                         | "Walk On By"                                 | 74 | 3  | 7  | —   | —  | —  | 21 | 15 | 2  | 6  |              | Sybil           |
| 1989                                                                         | "All Through the Night"                      | —  | —  | —  | —   | —  | —  | —  | —  | —  | 84 |              | Let Yourself Go |
| 1990                                                                         | "Crazy 4 U" (featuring Salt-n-Pepa)          | —  | 19 | —  | 147 | —  | —  | —  | 30 | 26 | 71 |              | Sybil           |
| 1990                                                                         | "I Wanna Be Where You Are"                   | —  | 86 | —  | —   | —  | —  | —  | —  | —  | —  |              | Sybil           |
| 1990                                                                         | "Make It Easy on Me"                         | —  | 52 | —  | 160 | —  | —  | —  | 76 | —  | 99 |              | Sybilization    |
| 1991                                                                         | "Open Up the Door"                           | —  | —  | —  | —   | —  | —  | —  | —  | —  | —  |              | Sybilization    |
| 1991                                                                         | "Go On"                                      | —  | 78 | —  | —   | —  | —  | —  | —  | —  | —  |              | Sybilization    |
| 1991                                                                         | "Let It Rain"                                | —  | —  | —  | —   | —  | —  | —  | —  | —  | —  |              | Sybilization    |
| 1991                                                                         | "Lovely Day"                                 | —  | —  | —  | —   | —  | —  | —  | —  | —  | —  |              | Sybilization    |
| 1993                                                                         | "You're the Love of My Life"                 | 90 | 37 | —  | —   | —  | —  | —  | —  | —  | —  |              | Doin' It Now!   |
| 1993                                                                         | "The Love I Lost" (with West End)            | 90 | —  | 18 | 145 | —  | 68 | 9  | —  | —  | 3  |              | Doin' It Now!   |
| 1993                                                                         | "When I'm Good and Ready"                    | —  | —  | —  | 213 | —  | 46 | 6  | —  | —  | 5  |              | Good 'N' Ready  |
| 1993                                                                         | "Beyond Your Wildest Dreams"                 | —  | 90 | —  | —   | —  | —  | —  | —  | —  | 41 |              | Good 'N' Ready  |
| 1993                                                                         | "Stronger Together"                          | —  | —  | —  | —   | —  | —  | —  | —  | —  | 41 |              | Good 'N' Ready  |
| 1993                                                                         | "My Love Is Guaranteed" (Remix)              | —  | —  | —  | —   | —  | —  | —  | —  | —  | 48 |              | Good 'N' Ready  |
| 1996                                                                         | "So Tired of Being Alone"                    | —  | —  | —  | —   | —  | —  | —  | —  | —  | 53 |              | Good 'N' Ready  |
| 1997                                                                         | "When I'm Good and Ready" (Remix)            | —  | —  | —  | —   | —  | —  | —  | —  | —  | 66 |              | Greatest Hits   |
| 1997                                                                         | "Still a Thrill"                             | —  | —  | —  | —   | —  | —  | —  | —  | —  | 55 |              | Still a Thrill  |
| 1997                                                                         | "Why"                                        | —  | —  | —  | —   | —  | —  | —  | —  | —  | 81 |              | Still a Thrill  |
| 1998                                                                         | "When I Fall in Love" (with The Klub Family) | —  | —  | —  | —   | —  | —  | —  | —  | —  | —  |              | Non-álbum song  |
| 2002                                                                         | "When I Fall in Love" (with Blaze)           | —  | —  | —  | —   | —  | —  | —  | —  | —  | 91 |              | Non-álbum song  |
| 2002                                                                         | "You Should've Told Me                       | —  | —  | —  | —   | —  | —  | —  | —  | —  | —  |              | Non-álbum song  |
| 2006                                                                         | "Don't Give Up"                              | —  | —  | —  | —   | —  | —  | —  | —  | —  | —  |              | Non-álbum song  |
| 2006                                                                         | "It's Too Late"                              | —  | —  | —  | —   | —  | —  | —  | —  | —  | —  |              | Non-álbum song  |
| 2008                                                                         | "Shining Star"                               | —  | —  | —  | —   | —  | —  | —  | —  | —  | —  |              | Non-álbum song  |
| 2009                                                                         | "Stronger (Can't Look Back)"                 | —  | —  | —  | —   | —  | —  | —  | —  | —  | —  |              | Non-álbum song  |
| 2011                                                                         | "Troubled Waters"                            | —  | —  | —  | —   | —  | —  | —  | —  | —  | —  |              | Non-álbum song  |
| 2016                                                                         | "Together You And I" (with The Four Kings)   | —  | —  | —  | —   | —  | —  | —  | —  | —  | —  |              | Non-álbum song  |
| "—" denota una grabación que no se registró o no se lanzó en ese territorio. |                                              |    |    |    |     |    |    |    |    |    |    |              |                 |

### Participación en discos sencillos
| Año  | Único         | Artista     | Cima                  | Álbum         |
| Año  | Único         | Artista     | A NOSOTROS <br /> R&B | Álbum         |
| ---- | ------------- | ----------- | --------------------- | ------------- |
| 1990 | "Independent" | Salt-N-Pepa | 85                    | Blacks' Magic |

## Versiones
Su canción "Make It Easy On Me" fue versionada por Lisa Scott-Lee en el álbum Steptacular de Steps. El gancho de la canción "Don't Make Me Over" se muestra en la pista de Caron Wheeler "I Adore You". "Let Yourself Go" fue una muestra de Shinji Hosoe en la pista "Feeling Over" para el juego de carreras Ridge Racer de Namco de 1994.